# Thư viện Rumia - Ga Kultura

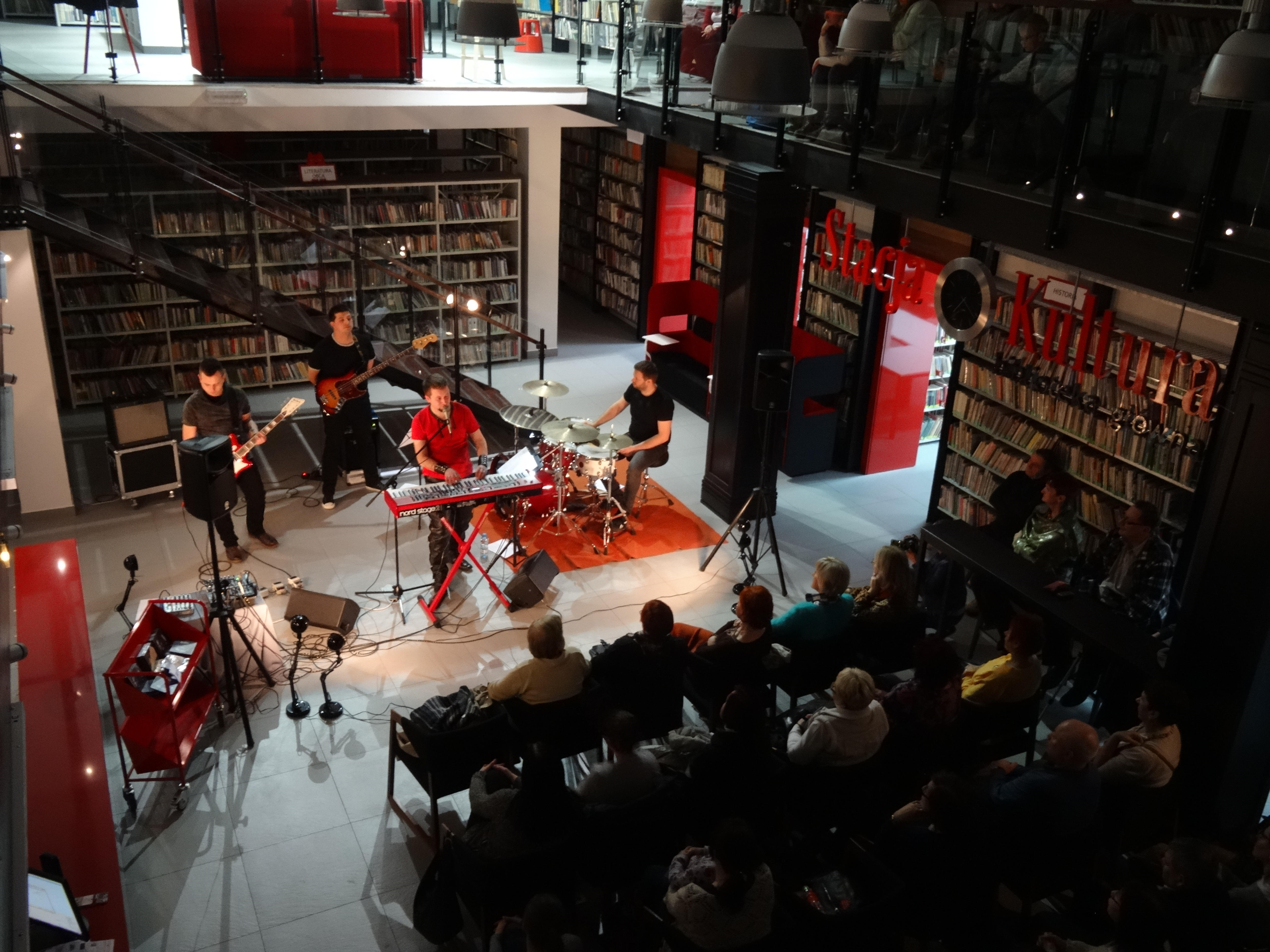
Ban nhạc Piramidy trình diễn tại Thư viện Rumia - Ga Kultura (2015)

Thư viện Rumia - Ga Kultura (tiếng Ba Lan: Biblioteka Rumia – Stacja Kultura) là một chi nhánh của Thư viện Công cộng Thành phố, nằm ở thị trấn Rumia, Ba Lan. Công trình kiến trúc này được xây dựng vào năm 1958, trên tuyến đường sắt Gdańsk Główny - Ga Stargard.  Đây là trụ sở của nhiều tổ chức phi chính phủ, đồng thời là nơi diễn ra các buổi triển lãm nghệ thuật, văn học và các buổi biểu diễn âm nhạc.

## Kiến trúc
Diện mạo hiện tại của thư viện là kết quả sau lần cải tạo Nhà ga Romania theo phong cách hiện đại, với những chi tiết trang trí gợi nhớ đến các biểu tượng đường sắt. Nội thất nổi bật với màu đỏ và màu đen đầy phong cách. Điều này gợi nhớ đến màu sơn của những đầu máy xe lửa cũ. Ngoài ra, còn có một chiếc đồng hồ nhà ga được đặt ở vị trí trung tâm.

## Thống kê
Với vị trí đắc địa, lượng độc giả của từ viện tăng từ hơn 7.000 người vào tháng 9 năm 2014 lên đến hơn 12.000 vào năm 2016.

## Giải thưởng
- Năm 2016, Thư viện Rumia - Ga Kultura được công nhận là thư viện đẹp nhất thế giới trong cuộc thi Library Interior Design Awards ở hạng mục Single Space Design. Đây cũng là thư viện duy nhất ở Châu Âu lọt vào vòng chung kết của cuộc thi.[3][4]